# Lynn Varley
Lynn Varley est une coloriste ayant remporté de nombreuses récompenses, connue surtout pour ses collaborations avec son ex-époux Frank Miller, auteur de comics, dont elle a divorcé en 2005, et qui lui ont valu d'être en 1991 la première femme lauréate d'un prix Eisner.

## Biographie
Lynn Varley est responsable des couleurs de la mini-série Ronin écrite et dessinée par Frank Miller et publiée en 1984 par DC Comics, et Batman: Dark Knight (Batman: The Dark Knight Returns), de Frank Miller et Klaus Janson publiée en 1986 par DC. Dans une réédition, Miller explique que Varley l'aida à inventer l'argot futuriste parlé par Carrie Kelley et d'autres personnages du récit.
Par la suite, Varley a mis en couleur d'autres séries réalisées par Frank Miller comme Batman: The Dark Knight Strikes Again, 300, Elektra Lives Again, Big Guy and Rusty the Boy Robot (dessiné par Geoff Darrow), ainsi que les couvertures de la série de manga Lone Wolf and Cub dans l'édition américaine. Elle fut aussi responsable de la couleur pour les décors du film 300 produit en 2007 par Miller.

## Critique
Quoique le travail de Lynn Varley lui ait valu de nombreuses récompenses, il fut très critiqué sur le comics Batman: The Dark Knight Strikes Again. En effet, elle abandonne alors les outils traditionnels pour une mise en couleur faite avec un logiciel et le rendu, très différent de celui de Batman: Dark Knight, exaspère de nombreux fans et critiques. Cependant, avec le recul plusieurs ont loué ce travail en jugeant qu'il était en accord avec le texte parodique et la vision d'un 21e siècle où l'ordinateur est roi,.

## Récompenses
- 1987 : Prix Kirby du meilleur épisode, du meilleur album et de la meilleure équipe artistique pour Batman: Dark Knight (avec Klaus Janson et Frank Miller)
- 1991 : Prix Eisner du meilleur album pour Elektra Lives Again (avec Frank Miller)
- 1999 : Prix Eisner de la meilleure mini-série (avec Frank Miller) et de la meilleure colorisation pour 300
- 1999 : Prix Harvey de la meilleure coloriste pour l'ensemble de ses travaux de 1998, en particulier 300 ; de la meilleure série pour 300 (avec Frank Miller)
- 1999 : Prix du meilleure coloriste du Comics Buyer's Guide pour son travail sur 300. Elle a aussi remporté cette récompense en 1986 et en 2000.